# Anolis altavelensis
Anolis altavelensis este o specie de șopârle din genul Anolis, familia Polychrotidae, descrisă de Mary Noble și Hassler 1933. Conform Catalogue of Life specia Anolis altavelensis nu are subspecii cunoscute.